# Maria-Lichtmis
Maria-Lichtmis of kortweg Lichtmis is een katholieke feestdag die 39 dagen na Kerstmis op 2 februari gevierd wordt. Het is de herdenking van de opdracht of presentatie van de Heer in de tempel, waarbij Jezus, zoals elk eerstgeboren joods jongetje, werd opgedragen aan God. Men noemt dit pidjon ha'ben (vrijkoop van de eerstgeborene). Volgens de joodse wet moet een eerstgeborene worden vrijgekocht op het moment dat hij 40 dagen oud is. De ouders nemen het kind mee naar de tempel, en door aan de priesters geld te geven, of een ander offer in natura, wordt het kind 'vrijgekocht'. Daarnaast herdenkt men het zuiveringsoffer dat moeder Maria veertig dagen na de geboorte van haar kind Jezus volgens de joodse wet moest brengen; vandaar de Latijnse naam Purificatio Mariae. In de Oosters-orthodoxe kerk wordt 'de presentatie van Jezus in de tempel' gevierd, als een van de twaalf grote feesten, en wordt het soms Hypapante (Ὑπαπαντή - 'ontmoeting') genoemd. In het westerse christendom is de traditionele naam van de dag Lichtmis of Maria-Lichtmis, ook wel het feest van 'de ontmoeting van de Heer' of 'de opdracht van de Heer' genoemd. In de Katholieke Kerk is de opdracht van de Heer ook het vierde 'blijde mysterie' van de rozenkrans.

## Datum
Maria-Lichtmis wordt gevierd op 2 februari, dat is 39 dagen ná Kerstmis, in de christelijke kalender de veertigste dag ván Kerstmis genoemd (vergelijk in dit verband Hemelvaartsdag, als veertigste paasdag; zie ook veertigdagentijd). Het is het laatste christelijk feest dat verband houdt met Kerstmis. Wanneer die feestdag op een zondag valt krijgt hij voorrang op de zondagsliturgie.
In sommige oosterse kerken wordt de juliaanse kalender gebruikt en wordt 'Maria-Lichtmis' op 15 februari gevierd. Het wordt daar hoogfeest van de 'presentatie van onze Heer en God en Verlosser in de tempel' of 'de ontmoeting van onze Heer en God en Verlosser Jezus Christus' genoemd.
In protestantse kerken is dit feest van z'n mariale karakter ontdaan en binnen de lutherse traditie omgevormd tot het feest van de 'presentatie van de Heer' in de tempel.
In de Ierse ritus wordt vanuit het Keltisch christendom ook naar het Keltische Imbolc, Brigit en Brigida verwezen.

## Geschiedenis

Opdracht in de tempel, ca. 1470, Maria (links) presenteert Jezus in de tempel aan de priester Simeon, Catharijneconvent, Utrecht

Bij de eerste christenen vond er op de veertigste dag van Kerstmis een lichtprocessie plaats, die de oude Griekse processie ter ere van Demeter verving. Demeter was bij de Grieken de aardemoeder en de godin van de liefde. Ze zocht haar dochter Persephone (de godin van de vruchtbaarheid) met brandende kaarsen.
De vroegste verwijzing naar deze viering werd opgetekend door de pelgrim Egeria toen die in het Beloofde Land rondreisde in 381-384. Ze meldt dat 14 februari plechtig gevierd werd in Jeruzalem met een processie naar de Constantijnse Basiliek der Wederopstanding, met een homilie over Lucas 2:22 en een eigen liturgie. Egeria's reisverslag geeft echter geen naam aan het feest.
De datum 14 februari toont aan dat in die tijd in Jeruzalem de geboorte van Jezus van Nazareth nog op 6 januari (Epifanie) werd gevierd. De viering werd door de Heilige Stoel naar 2 februari verplaatst, nadat het feest van de geboorte van Christus op 25 december was gezet.
In Europa raakte het feest vermengd met dat van de christelijke heilige Brigida, wier naamdag op 1 februari valt. Haar verering is terug te voeren op die van de voorchristelijke Ierse godin Brigit en de viering van het Keltische lichtfeest Imbolc. Dit festival markeerde het midden tussen de zonnewende en het lentepunt.

## Gebruiken

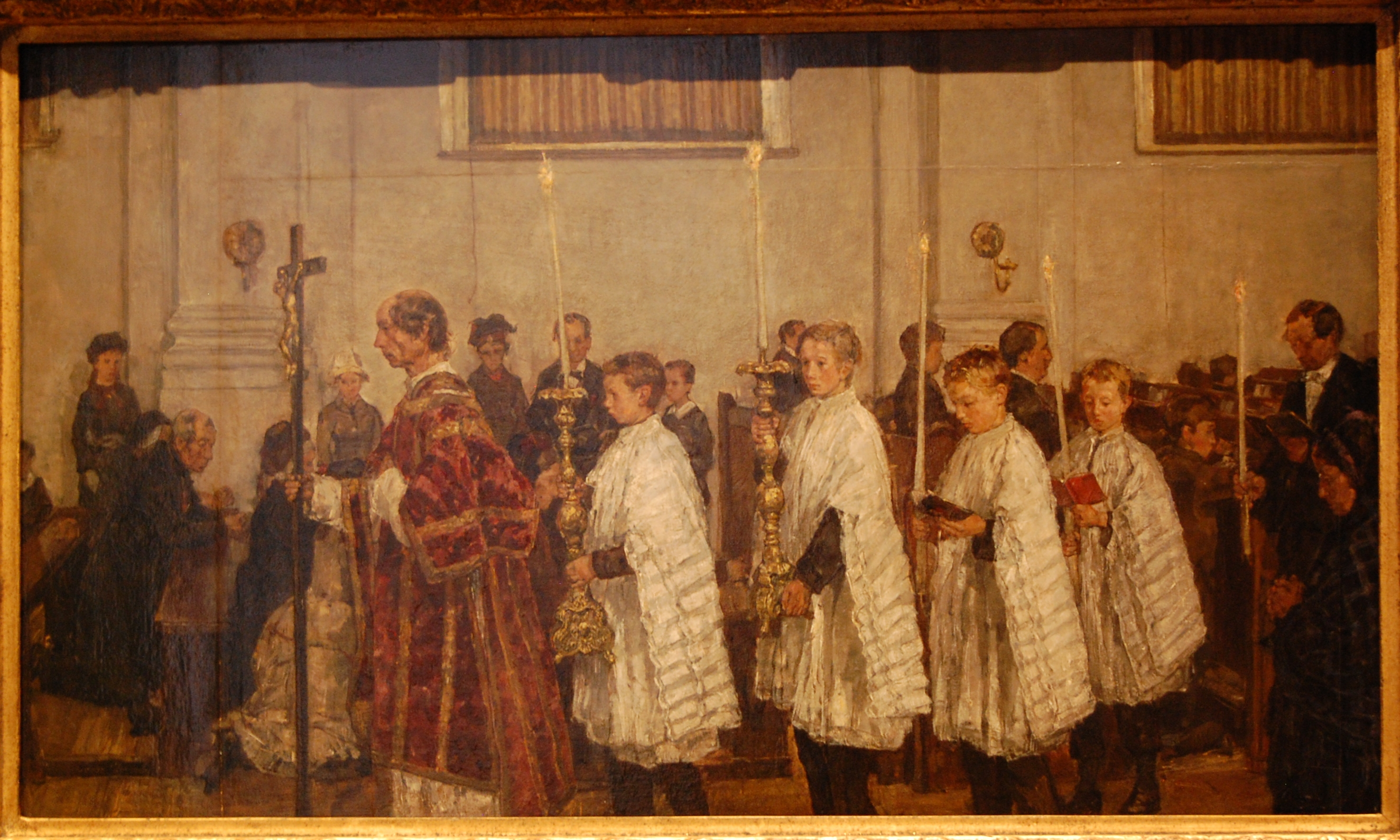
Processie tijdens de Maria-Lichtmis in de Oudkatholieke kerk in Den Haag, met pastoor Cornelius van Vlooten, door Isaac Israëls, 1881

Op Maria-Lichtmis worden traditioneel kaarsen gewijd en een kaarsenprocessie gehouden vóór de mis; vandaar de naam 'Lichtmis'. In veel talen verwijst de naam van het feest rechtstreeks naar kaarsen (Zweeds: Kyndelsmässodagen, Frans: Chandeleur, Engels: Candlemas). De processie staat symbool voor de intrede van Christus in de tempel van Jeruzalem, als het “Licht dat voor alle volkeren straalt”. De kaarsen worden de volgende dag gebruikt bij het geven van de Blasiuszegen.
Het is tevens de traditie dat er op Maria-Lichtmis pannenkoeken gegeten worden. Dit werd uitgedrukt in het gezegde: Er is geen vrouwtje nog zo arm, of ze maakt met Lichtmis haar pannetje warm.

## Lichtmis in weerspreuken
- Schijnt met Lichtmis de zon door de toren, komt er net zoveel kou als van tevoren.
- Als met Lichtmis de zon door de boomgaard schijnt, zal het een goed appeljaar zijn.
- Lichtmis helder en klaar, twee winters in een jaar.
- Lichtmis helder en rein, het zal een lange winter zijn.
- Zolang de leeuwerik voor Lichtmis zingt, zolang na Lichtmis zijn lied niet klinkt.
- Storm en sneeuw met Lichtmis, komt de lente vroeg gewis, blijft het echter heldere lucht, dan is de lente weggevlucht.

## Patroonsfeest
Lichtmis is ook de datum van het patroonsfeest van de Katholieke Universiteit Leuven, waarvan Maria de beschermheilige is; de Sedes sapientiae.
In Polen en Guatemala wordt Kerstmis gevierd tot Maria-Lichtmis.